# Шенгардт, Александр Сергеевич
Александр Сергеевич Шенгардт (1 июня 1925, Москва — 4 сентября 2020) — советский и российский авиаконструктор, один из специалистов и руководителей в отечественном авиастроении. Главный конструктор ОАО «Туполев», главный конструктор самолёта Ту-154. Принимал участие в проектировании и создании этапных самолётов Ту-16 и Ту-95, самолётов Ту-134, Ту-154М, Ту-155.

## Биография
Родился 1 июня 1925 в Москве. Окончил МАТИ (1948).
С середины 1948 года — инженер в ОКБ А. Н. Туполева. Прошёл путь от инженера-конструктора III категории до главного конструктора ОКБ ОАО «Туполев». Принимал активное участие в создании абсолютного большинства самолётов, выпущенных в период с 1948 по 1960 год, кроме того первых беспилотных летательных аппаратов.
С 1975 г. — главный конструктор самолёта Ту-154 ОАО «Туполев». Под его руководством была разработана технология безремонтной эксплуатации пассажирских самолётов «Ту».
Ведущий конструктор по самолётам Ту-134 и Ту-154. С 1975 по 2011 год — главный конструктор самолётов Ту-134 и Ту-154. Первый помощник А. А. Туполева по внедрению в эксплуатацию самолётов Ту-154А, Ту-154Б и Ту-154Б-2 — первого самолёта, обеспеченного технической документацией международного класса. Организатор широкой продажи самолётов Ту-154 за границу. Руководитель работ по модификации Ту-154 до модификации Ту-154М.
Под руководством Шенгардта был создан экспериментальный самолёт Ту-155 (1988 г., модификация Ту-154, в серию не пошел), который использовал в качестве топлива жидкий водород и сжиженный природный газ
Скончался 4 сентября 2020 года. Похоронен на Федеральном военном мемориальном кладбище.

## Награды и звания
- Награждён орденом Трудового Красного Знамени, медалями
- Лауреат Ленинской премии (1958)
- Заслуженный конструктор РФ (1997)[3]
- Почётный авиастроитель СССР